# Fusheng-Brennofen

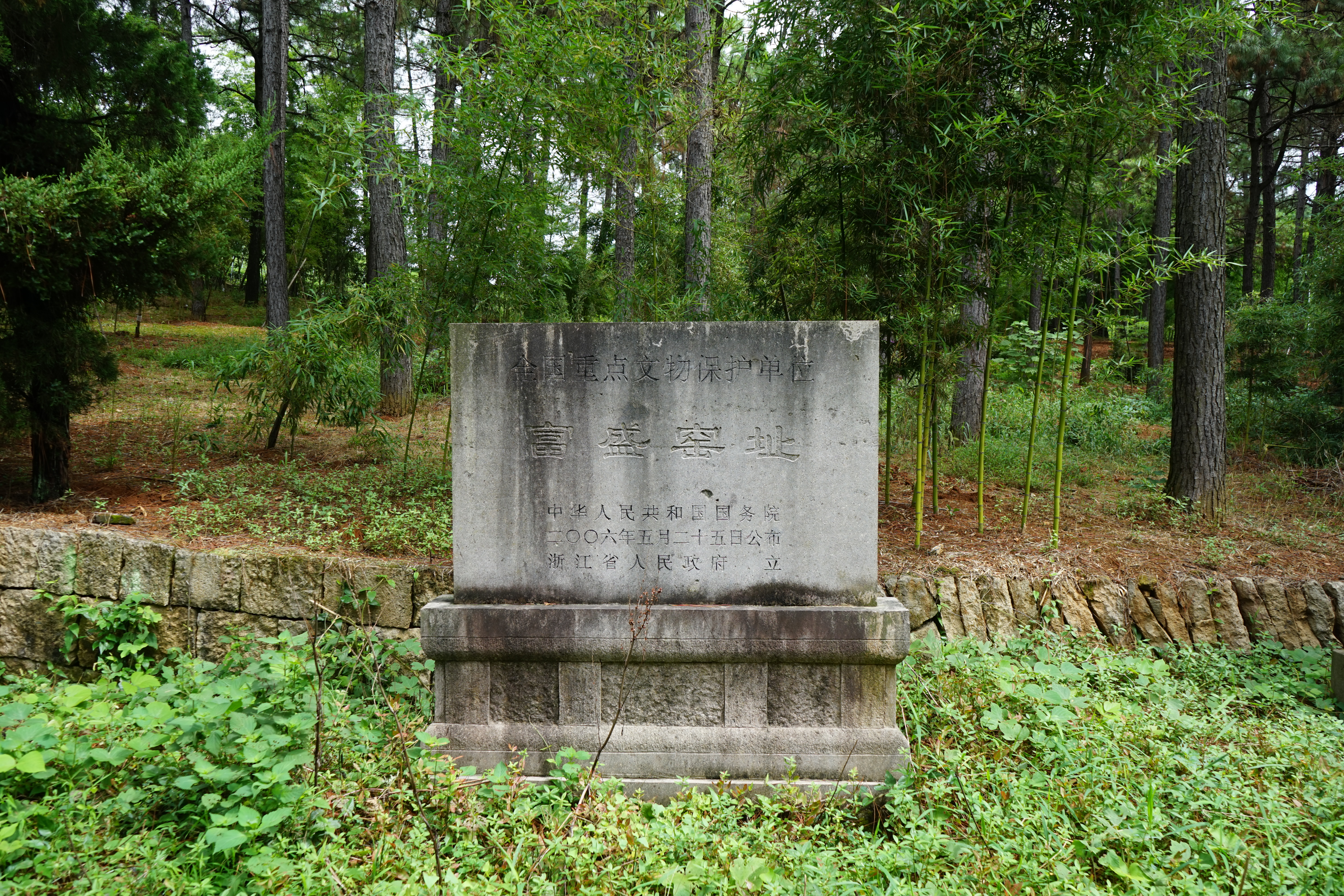
Die Stätte des Fusheng-Brennofens

Der Fusheng yao oder Fusheng-Brennofen (chinesisch 富盛窑, Pinyin Fùshèng yáo, englisch Fusheng kiln) war ein Keramikbrennofen auf dem Gebiet des Dorfes Nijialou der Großgemeinde Fusheng im Kreis  Shaoxing in der ostchinesischen Provinz Zhejiang aus der Zeit der Streitenden Reiche.
Er gehört zu den frühesten chinesischen „Drachenbrennöfen“ bzw. „Drachenöfen“.
Die Stätte des Brennofens von Fusheng steht seit 2006 auf der Liste der Denkmäler der Volksrepublik China (6-88).